# 宝棻
寶棻（1855年—1919年）字湘石，蒙古正藍旗，博爾濟吉特氏，清末政治人物。

## 生平
光緒八年（1882）補戶部主事，歷官豁免處總辦、捐納房幫辦、戶部陝西司郎中等職。光緒二十六年（1900）任四川分巡川東兵備道監督重慶關兼辦通商事宜，於任期內積極查辦教案與剿捕義和團，並於1901年和日本簽署《重慶日本商民專界約書》，依此條約在王家坨設立重慶日租界。光緒二十八年（1902）調江西督糧道，隔年（1903）調直隸按察使。光緒三十一年（1905）任浙江布政使，隔年改任山西布政司。光緒三十三年（1908）代張曾敭為山西巡撫，宣統元年（1909）調江蘇巡撫。宣統二年（1910）調河南巡撫，於任內多次平定同盟會起義，如宣統三年（1911）黎元洪派人勸說第二十九混成協協統應龍翔響應起義，寶棻先行一步將其軟禁。同年，同盟會成員劉純仁、楊勉齋與武衛左軍翼長趙倜起義並宣布河南獨立，寶棻知曉後派兵監視相關人士，使革命失敗。宣統三年（1911）因病解職，清朝滅亡後歸隱不仕。